# 仮名遣い
仮名遣い（かなづかい）とは、仮名の使い方のことである。これには2つの意味がある。
- 第一に、同じ語に対して複数の仮名表記の方法がある場合にどちらを使うべきかという規範を指す[1]。特に、同じ音韻に対して複数の仮名を使い分けなければならない場合に仮名遣いが問題となる[2]。この意味の「仮名遣い」には現代仮名遣いや歴史的仮名遣などがあり、主として日本語において論じられる。
- 第二に、規範とは関係なく実態として仮名がどう使われていたのかを指すこともある。例えば「上代には特殊な仮名遣いがあった（上代特殊仮名遣い）」「漱石の仮名遣い」のような場合である[3]。

本項目では第一の場合について述べる。

## 概要
仮名の用い方について問題が起こった場合、それを解決する方法としてはいくつか考えられる。
1. 仮名遣い解消論。いくつもの仮名の用い方を全て正しいとする。例えば「孝行」を「こうこう」「かうかう」「こふこふ」「かふかふ」「こうかう」……のどれでもよいとする[2]。
2. 表音的仮名遣い。同一の音は同一の仮名で書き、一つだけを正しいとする。例えば「コー」は常に「こう」と書くことにする[2]。
3. 歴史的仮名遣い。伝統的な根拠のあるもの一つだけを正しいとする[2]。
4. 人工的な規範・規則。人工的に一つに決める。学問的根拠や合理性は必ずしも必要ない[4][5]。

仮名遣いとは、このうち2、3、4のようにどれか一つを正しいとして決められた規範のことである。その際、その基準をどう決めるかという際に大きな論争が起こることがある。
規範としての仮名遣いは、鎌倉時代に藤原定家が行ったものが最初である。しかしこれは社会全体に広まったものではなかった。社会全体で統一的な仮名遣いが行われるようになるのは明治になってからである。戦後の国語改革で「現代かなづかい」が公布され、こちらを俗に「新仮名遣い」と呼び、戦前の仮名遣いを「旧仮名遣い」または「歴史的仮名遣い」と呼ぶことがある。「現代かなづかい」公布後40年してその改訂版「現代仮名遣い」が公布され、現在に至る。現在、歴史的仮名遣いは古典の文章や俳句・短歌などの表記に用いられる。

### 仮名遣いと発音
仮名文字の発生当初の時代は発音が文字と一致していたと推測される。しかしその後乖離が大きくなり、江戸時代に契沖が仮名遣いの復古的な統一案を作り、明治政府はこれを参考に国語教育を開始した。これが歴史的仮名遣いである。そのため『万葉集』や『源氏物語』の時代には当然存在せず、契沖が登場した17世紀末以降、学問的に整理されたものである。
明治政府が仮名遣いを統一する以前は、同じ音韻に対して複数の仮名を用いることが一般的であった。例えば「折る」を「おる」とも「をる」とも書くが、それだけでなく、同じ「を」であっても複数の字体があり、「乎」を字母とする仮名も「遠」を字母とする仮名も使われた。本項目では前者の問題を扱い、後者のような「変体仮名」「異体仮名」の問題は扱わない。例えば「し」字体は語頭以外に、「志」字体は語頭に使うという使い分けのなされた時期がかつて存在した。このような字体の使い分けを、「仮名遣い」と区別して「仮名文字遣い」と呼ぶことがある。
仮名遣いが統一されるということは、同じ語はいつも同じ綴りで書くということである。これは「発音通り書く」ということではない。同じ音韻でも語によって仮名を使い分けることが「仮名遣い」なのであって、発音通り書くことは「仮名遣い」ではない。
なお仮名遣いに関する議論で、特に「表音式仮名遣い」に反対する立場の中には、発音は一人一人違うのであるから表音式仮名遣いは不可能であると論じられることがある。しかしこの場合の「発音」とは音声のことである。仮名遣いで問題になるのは音声ではなく音韻の方であり、同じ音韻に対して一つの仮名に統一するか、複数の仮名を使い分けるかということである。

### 「仮名遣い」と「正書法」
仮名遣いは正書法の一つである。ただし、正書法は一語一語について決められる規範であるのに対して、仮名遣いはそれに加えて一字一字のレベルに還元することができる。例えば英語のboughとbowの違いについて、wの「ローマ字遣い」という言い方はしないが、「い」と「ゐ」の「仮名遣い」という言い方は可能である。
また音便現象や「読み癖（読曲）」という問題は仮名遣いの対象になっていない。例えば「よみて」と書いて「ヨンデ」と読む、逆に言えば「ヨンデ」という語を表す際に「よみて」という仮名表記をするということはほとんど主張されない。この場合は音韻の歴史的変化に従って発音通り書かれるのが通例である。

## 歴史
平安初中期まで（10世紀頃まで）の仮名の書き分けは、音韻の区別に合致していた。このような音韻に対応した仮名の使い分けは「仮名遣い」とは呼ばない。例えば上代特殊仮名遣は語によって仮名の使い方が大体決まっているが、それは単に音韻の違いを反映しているのであって「仮名遣い」ではない。その後ハ行転呼などの音韻の変化が起こり、同じ「顔」という語に対して「かほ」も「かを」も併用されたが、これも表記が統一されていないので「仮名遣い」ではない。ア行のオとワ行のヲが平安末期-鎌倉初期頃の文献（『将門記』『大般若経音義』『色葉字類抄』、後述の『下官集』など）で使い分けられていたが、これはアクセントの高低によるものであって、これは音韻の違いであるから、「歴史的仮名遣い」の原理とは異なる。

### 定家仮名遣い

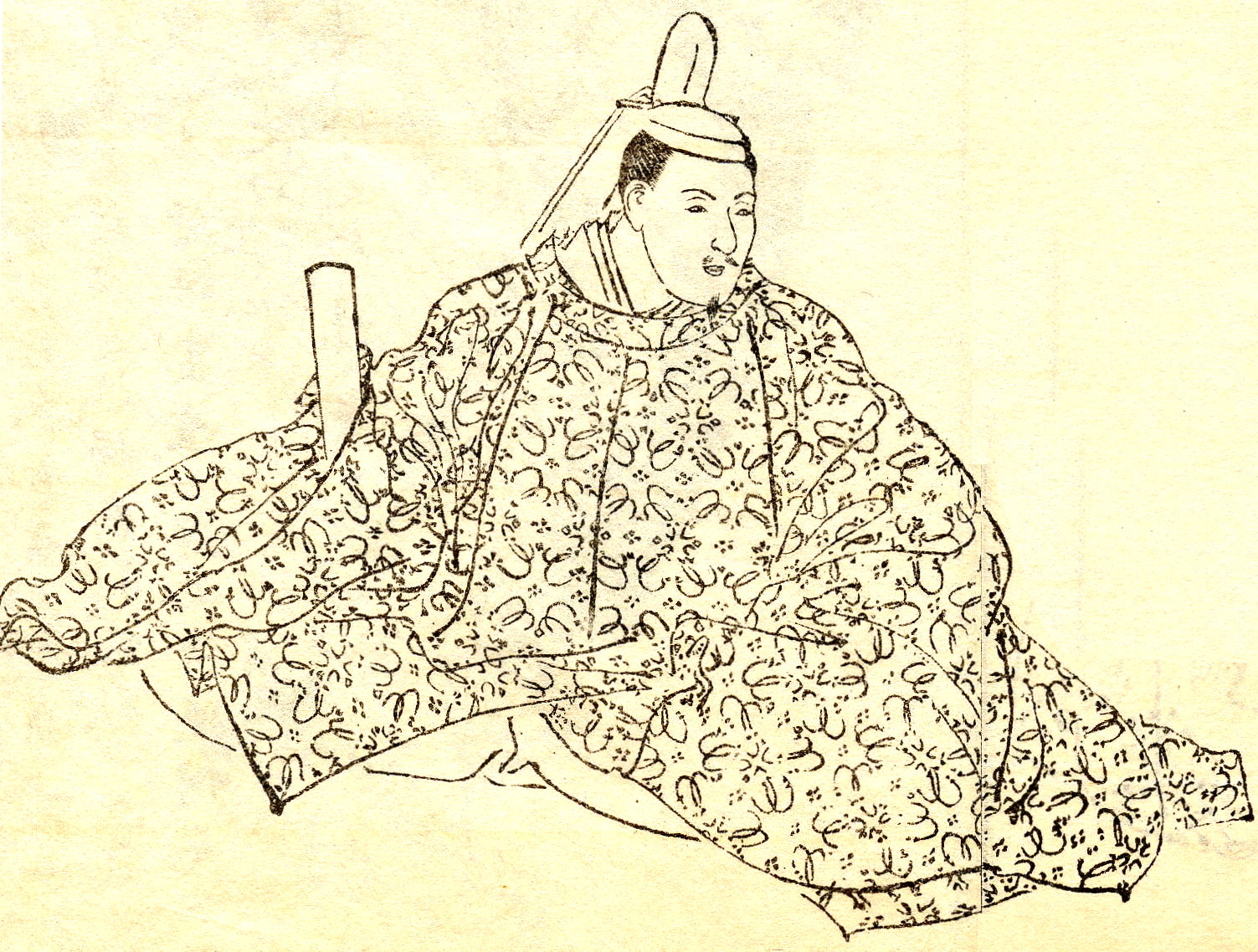
藤原定家

音韻の違いと無関係に語によって使い分ける「仮名遣い」が初めて起こるのは、鎌倉時代の藤原定家の著『下官集』からである。定家自筆本系統の伝本によれば、この文献には「緒之音」（ワ行のヲ）「尾之音」（ア行のオ）「え」「へ」「ゑ」「ひ」「ゐ」「い」の各項目について、合わせて60ほどの語彙を例示する形で仮名遣いが示されている。この書は文献の書写のマニュアルを示した書であり、仮名遣いもその一環として示されたものである。
南北朝期には行阿（ぎょうあ）によって用例の増補された『仮名文字遣』が著される。諸本によって1050語ないし1944語の語彙が例示されている。ただしヲとオの使い分けは定家のものとは異なっているが、大野晋はアクセントの歴史的変化が既にあり、定家の頃と違ったためとしている。行阿によって定められた仮名遣いのことを「定家仮名遣い」という。行阿のものを定家のものと区別して言うときは特に「行阿仮名遣い」ともいう。定家仮名遣いは主に和歌の世界で流通した。
定家仮名遣いは『万葉集』などに見られる万葉仮名とは一致しない。こうした指摘は早く権少僧都成俊の記す『万葉集』写本の識語（1353年）に見られる。しかしこれらは江戸時代に契沖が国学として研究するまで広く知られるものとはならなかった。そのほか定家仮名遣いに反対したものには長慶天皇による『源氏物語』の注釈『仙源抄』（1381年）などがある。
その後の音韻変化で同音となったものにはまた新たな仮名遣いが必要となった。「じぢずづ」（四つ仮名）の区別を示した『蜆縮涼鼓集』（けんしゅくりょうこしゅう）や、オ段長音の開合（「かう」と「こう」など）の区別を示した『謡開合仮名遣』などの書が出た。

### 契沖仮名遣い

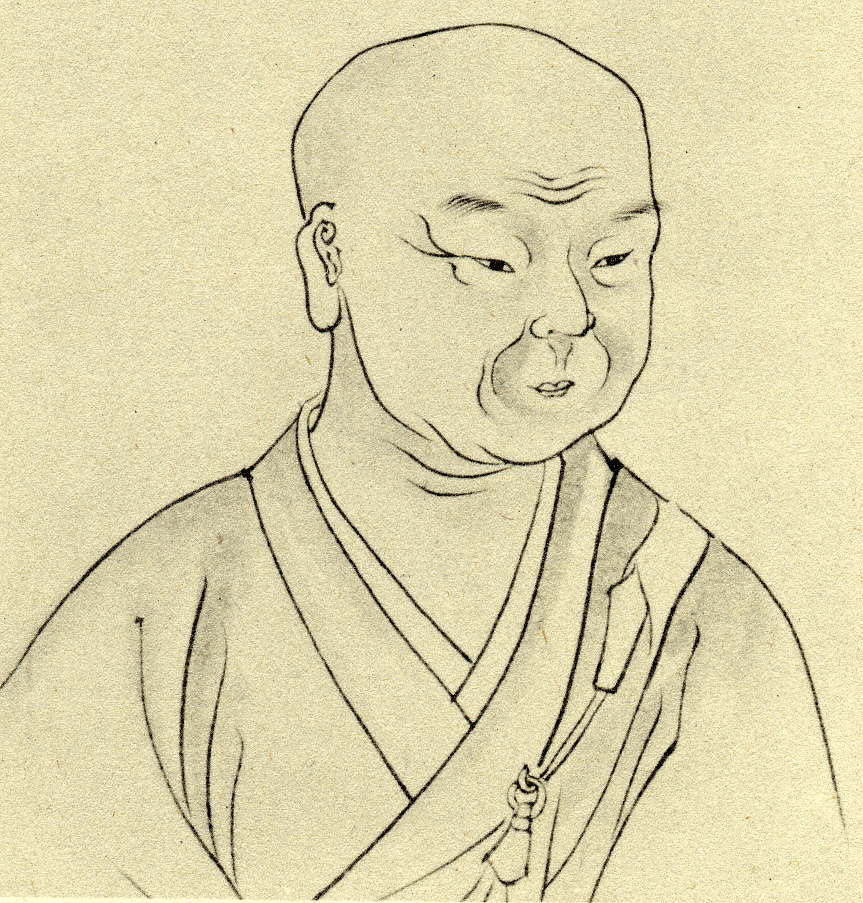
契沖

やがて元禄時代に契沖が、奈良時代から平安時代中期の文献に基づいて徹底した実証的な研究を行った。そこで契沖は、定家仮名遣いが上代の文献とは相違することを突き止め、「濫れを正す」として『和字正濫鈔』を著した（1695年刊）。
契沖の仮名遣いはすぐに受け入れられたわけではなかった。 橘成員は『倭字古今通例全書』を著して契沖の仮名遣いとは異なり、定家仮名遣いに近い仮名遣いを示した。契沖はこれを自著に対する批判と受け取り、『和字正濫通妨抄』で感情的な反論をしたがこれはついに出版されなかった。
契沖仮名遣いで用いられる仮名の体系は、いろは47文字の体系で解釈するものである。つまりア行のエとヤ行のエの区別や上代特殊仮名遣の区別などは採用されなかった。また契沖は五十音図を作成したが、「を」をア行に、「お」をワ行に宛ててしまった。これは後に本居宣長によって、現在と同じような位置に訂正された。
江戸時代中期には契沖仮名遣いを継承する国学者が現れた。楫取魚彦の『古言梯』（こげんてい、ふることのかけはし、1768年ごろから刊）、そして本居宣長の『字音仮字用格』（じおんかなづかい、もじごえのかなづかい、1776年刊）等である。

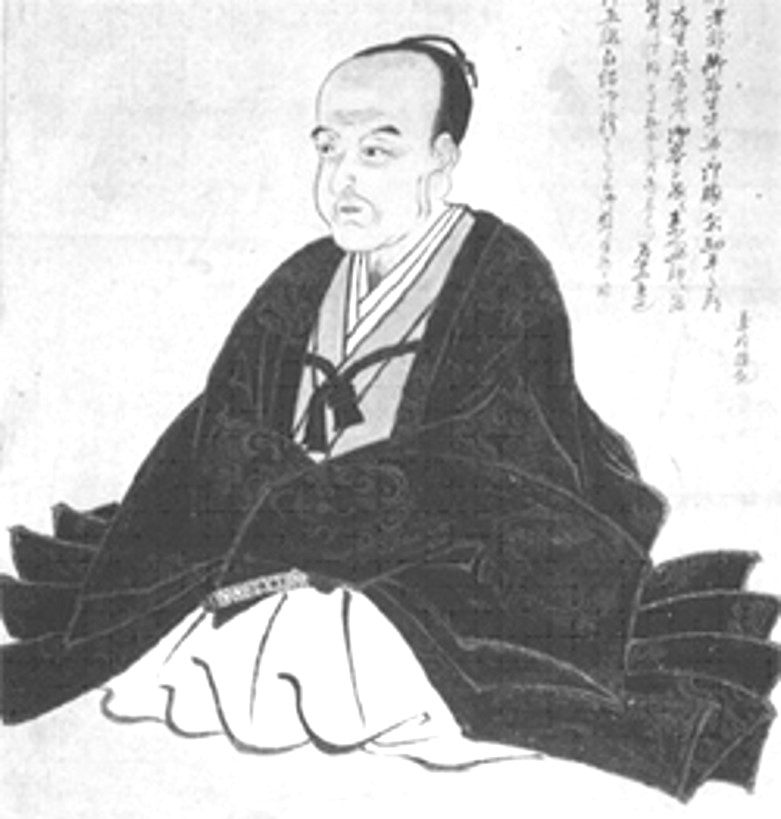
楫取魚彦

魚彦は、『和字正濫鈔』に典拠が少ないことを問題として、記紀万葉などの古典のみならず、新たな出典として『新撰字鏡』などを挙げながら、1883語を五十音順に排列して仮名遣いを示した。本書は広く流布し、魚彦の没後には各人による補訂増補版が出版されている。藤重匹龍『掌中古言梯』（1808年〈文化5年〉刊）、村田春海・清水浜臣『古言梯再考増補標註』（1821年〈文政4年〉刊）、『袖珍古言梯』（1834年〈天保5年〉刊）、山田常典『増補古言梯標註』（1847年〈弘化4年〉刊）である。これらのほかにも、市岡猛彦『雅言仮字格』（1807年〈文化4年〉刊）、鶴峯戊申『増補正誤仮名遣』（1847年〈弘化4年〉刊）などがある。

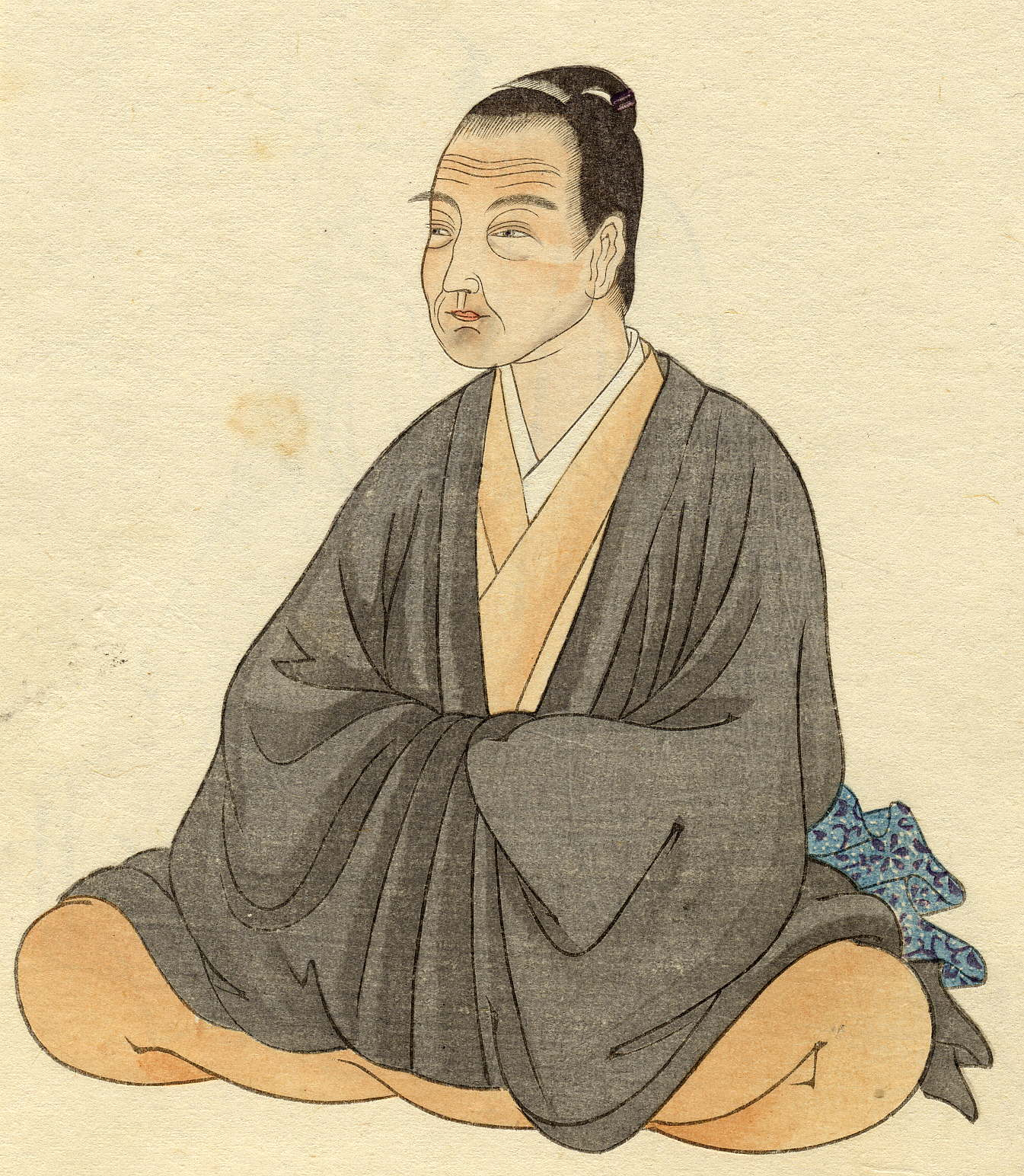
本居宣長

宣長は、中国の漢字音を整理した『韻鏡』なども利用して、日本漢字音の仮名遣いを体系的に整理した。その結果、万葉仮名の「お」「を」がそれぞれア行、ワ行に属することが明らかになった。しかし、韻尾の -n と -m の区別を廃して一律に「-ム」としてしまった。これが誤りであることは後述する。その他にも後代に賛成を得られなかった点は少なくないが、字音仮名遣い研究の基礎となった。そのほか白井広蔭『音韻仮字用例』（おんいんかなようれい、1860年刊）などもある。
こうして国学が興るとともに、契沖仮名遣いは、和歌・和文や国学の著作に用いられたが、日常の俗文をも規制するものではなかった。宣長も俗文を作文する際には当時一般の仮名の用い方をしている。

### 明治以降の歴史的仮名遣い
明治政府は中央集権的に諸制度を整備していったが、学制の公布に伴い、学校教科書の日本語をも整備していった。その際、歴史的仮名遣いが採用された。歴史的仮名遣いの推進者は物集高見あるいは榊原芳野とされる。榊原は『小学読本』（明治6年〈1873年〉）の例言において、ア行のイとヤ行のイ、ア行のウとワ行のウ、ア行のエとヤ行のエを区別しないとし、ここで歴史的仮名遣いがいろは47文字（「ん」を含めて48字）の体系となった。
大槻文彦は近代的な国語辞書『言海』を著し（1891年〈明治24年〉）、ここで採用された歴史的仮名遣いは一般への普及に役立った。
このようにして整備された歴史的仮名遣いは、契沖仮名遣いが和文や国学者に限られていたのに対し、学制や言文一致運動以後、口語文でも用いられていった。しかし完全には守られず、一般への普及には数十年かかった。例えば明治初期の仮名垣魯文や樋口一葉はいまだ恣意的な仮名遣いであったが、夏目漱石に至るとほとんど歴史的仮名遣いで統一されるもののいまだ合わない例も見られ、石川啄木に至っても合わない例がある。
しかしそもそも正しい歴史的仮名遣いを確定することの難しい語もある。1912年（大正元年）と1915年（大正4年）に文部省国語調査委員会は『疑問仮名遣』（前後編）を発行し、最新の研究に基づく正しい仮名遣いを決定しようとした。『竹取物語』『伊勢物語』などは平安時代の写本がないので仮名遣いの確かな資料にはならない。そのため平安時代の資料には訓点資料が多数採用された。この研究によって「あるいは」「もちゐる」などが確定した。このようにして契沖以来の歴史的仮名遣いは、大正に至って一応の完成を見た。しかし「うずくまる」「いちょう（鴨脚子）」「がへんず（肯）」など、いまだに説が分かれていたり、確定をみていない語も残っている。そもそも平安時代に存在しなかった語形（「-ましょう」など）に対して歴史的仮名遣いを決定することには無理があるとの考えもある。
漢字音の仮名遣い（字音仮名遣い）については更に後世の研究に待つことになった。例えば本居宣長は「推」「類」などを「スヰ」「ルヰ」としたが、満田新造は1920年（大正9年）に「スイ」「ルイ」の形が正しいと主張し、古例はみなそうであることが大矢透などによって確かめられた。同様に「衆」「中」などを宣長は「シユウ」「チユウ」としたが、現在は契沖が採用した「シウ」「チウ」の方が古例であることがわかっている。しかしこのような学問的に決められた仮名遣いは、必ずしも一般の国語辞典・漢和辞典にすぐに採用されたわけではなく、旧説と新説が混在することもあった。「スイ」「ルイ」の説は、『明解古語辞典』（1953年）をはじめとして『日本国語大辞典』（1972年–1976年）、『古語大辞典』（1983年）、『角川古語大辞典』（1982年）などに新説が採用されたが、『大漢和辞典』（1955年–1960年）では旧説「スヰ」「ルヰ」のままである。このように、字音仮名遣いはいまだに完成していない。

### 「棒引き仮名遣い」と「仮名遣改定案」
明治政府の策定しようとした歴史的仮名遣いは、必ずしも受け入れられたわけではなかった。もっと発音通りにして記憶の負担を軽くしようという反対論も根強かった。
実際、国定教科書において1904年度（明治37年度）から1909年度（明治42年度）までの6年間、俗に「棒引き仮名遣い」と呼ばれるものが行われた。これは字音の長音を発音通りに長音符「ー」で統一的に表記するものであった。例えば「ホントー　デス　カ」「ききょーもさいてゐます」のようなものである。
1924年（大正13年）、臨時国語調査会の総会において、表音式の「仮名遣改定案」が可決された。拗音の「ゃ・ゅ・ょ」や促音の「っ」を右下に小さく書くほか、例外なく「じ・ず」に統一し、「通る」「遠い」も「トウる」「トウい」にし、「言う」を「ユう」とするなど、急進的なものであった。しかし山田孝雄や芥川龍之介、与謝野晶子、橋本進吉などの反対論があり、日の目を見なかった。その後も修正案が作られ、第二次世界大戦を迎える。

### 「現代かなづかい」の公布
第二次大戦後、国語改革が行われ、1946年（昭和21年）当用漢字表などとともに「現代かなづかい」が内閣訓令として公布された。これは歴史的仮名遣いに比べて表音主義に基づくものであり、現代語の同じ音韻に対して同じ仮名を用いるものであった。ただし助詞の「は」「を」「へ」や「ぢ」「づ」、長音などには歴史的仮名遣いを継承した部分もある。従って「現代かなづかい」は「現代語音」に基づくとはいえ、正書法（正字法、オーソグラフィ）であって「表音式かなづかい」ではなく、表音式の原理と「かつて書かれていたように書く」という慣習の原理とを併用している。その40年後の1986年（昭和61年）には、「現代かなづかい」を改訂した「現代仮名遣い」が内閣告示として公布され、現在に至る。両者の違いは、内容上はほとんどないとされる。
表音主義的立場に対して、小泉信三が1953年（昭和28年）『文藝春秋』誌で反対論を述べたことから論争が起こった。金田一京助や桑原武夫がこれに反論、一方福田恆存が彼らに再反論し、福田と金田一が互いに感情的な論難をやり合うといった論争が行われた。この論争にはほかに高橋義孝らも関わった。作家の坂口安吾は国語改革に賛同しつつも覚えるのが面倒、交ぜ書きは読みにくいとして、漢字制限盲信も古語教育もナンセンスとした。
しかし結局「現代かなづかい」「現代仮名遣い」は、現代日本の規範として定着した。ただし一部の文化人の間には「歴史的仮名遣いの方が優れている」という意見が少なからず見られ、現在も歴史的仮名遣を支持する者が少なからずいる。

## 語の意識と仮名遣い

### 「語に随う」
橋本進吉や福田恆存は、仮名遣いの原理を「音にではなく、語に随ふべし」とした。仮名は確かに表音文字だが、音韻を単位としてそれに対応するのではなく、表音文字の結合したものを単位として語に対応するとする。つまり音韻と表記は必ずしも一致するものではない。ただし橋本や福田も指摘するように、「現代かなづかい」は完全な音韻対応ではなく、一部に表語機能を残している。また「むかひて」が促音便化して「むかつて」と書かれることは「臨機の処置にすぎぬ」として表語機能の反例にはならないとする。
一方「現代かなづかい」制定側の国語審議会の中でも、完全な表音ではうまくいかないと考え始め、土岐善麿は新仮名遣いも「正書法」であるとすれば説明がつくと考えた。
今野（2014）は「語に随う」と似た概念を、「かつて書いたように仮名を使う」と表現している。そしてこれは必ずしも「語が識別しにくくなるから」ではない。

### 語源意識
1946年に公布された「現代かなづかい」は「語に随う」面を残したため、語源の認定の仕方によって表記の揺れが起こりうる。当初は表音主義で考え始めたため、基本的に同じ音韻は一通りに書くことを原則としたが、いくつかの例外を設けた。その例外の一つが「じ」「ぢ」「ず」「づ」の使い分けである。
本則は「じ」「ず」を用いるが、「同音の連呼によって生じた」場合と「二語の連合によって生じた」場合には「ぢ」「づ」を用いることとなった。前者は「ちぢむ」「つづく」のようなものである。ただし「いちじく」「いちじるしい」などは本則どおりとされた。後者は「はなぢ（鼻血）」「みかづき（三日月）」などであり、これらは「はな＋ち」「みか＋つき」と分析できるので、語源となる語を表すこととなった。しかし現代人の意識では2語に分析しにくいものは本則通りとし、例えば「世界中」「稲妻」は「せかいじゅう」「いなずま」とされた。後者の規定は1986年に許容を広げることとなり、「せかいぢゅう」「いなづま」と書くこともできるとされた。このように、「じ」「ぢ」「ず」「づ」の使い分けは、語の意識の有無を判定しなければならない。
同様に語源意識が問題となるものに「は」がある。/wa/と発音されるものは「わ」と書くのが本則であるが、助詞の「は」は慣習を残すこととなった。すると「あるいは」「こんにちは」「すわ一大事」などを「は」「わ」どちらにすべきかが問題となる。

### 和語と漢語
和語と漢語で異なった表記が行われることがある。和語の仮名遣いには歴史的仮名遣いを用い、漢語の仮名遣い（字音仮名遣い）には表音式仮名遣いが主張されることが少なくない。「棒引き仮名遣い」においても、長音符「ー」は和語には適用されず漢語のみである。「現代仮名遣い」では和語と漢語を区別しない

### 外来語の仮名遣い
漢語以外の語彙が日本語の中に流入すると、その表記が問題となる。大航海時代以来、そして文明開化以来、多くの外来語が日本語の語彙として仮名表記されてきたが、その仮名遣いの基準は20世紀末まで持ち越された。国語審議会は1991年に「外来語の表記」を答申、同年告示された。その特徴は、1語に複数の表記を認める、緩やかな「よりどころ」であった。

## 音韻と仮名遣い

### 「現代語音」と個人差
1946年の「現代かなづかい」では、「表音式」とは謳っていないものの、「現代語音」に基づくとされた。これに対して、現代語でも方言差や個人差があったりするし、現代語の発音がまだ十分に明確になっていないと論じられることがある。しかし仮名遣いを決める際には方言や個人差は考慮しなくてもよく、また標準的な音韻の確定していない語彙は少数にとどまるとされる（江湖山）。

### 「現代かなづかい」のオ列長音と歴史的仮名遣いからの継承
「現代かなづかい」は、当時歴史的仮名遣いを使っていた人々に向けて作られたものである。そのため、歴史的仮名遣いを知っていなければわからないものとなっていた。例えば「氷」「通る」「遠い」「大きい」などは「オに発音されるほは、おと書く」のような表現が取られ、オ列長音とは見なされなかった。そこで1986年の「現代仮名遣い」は、歴史的仮名遣いの知識を前提としないように整備されたが、規範そのものは基本的に改められず、「こおり」「とおる」といった仮名遣いも「慣習を尊重した表記」として残った。

### 上代特殊仮名遣とヤ行のエ
歴史的仮名遣いはいろは47字の体系で決められている。実際、少なくとも11世紀末から12世紀初頭にかけての頃には文字の区別として47字の区別があった。しかし一方、音韻の区別として47音の区別をする音韻体系であったのは、10世紀後半頃の比較的短い期間に過ぎない。それ以前はもっと多くの区別があったことがわかっている。
石塚龍麿は『仮名遣奥山路』（『仮字用格奥能山路』、かなづかいおくのやまじ、かなづかいおくのやまみち）を著し（1798序）、万葉仮名で書かれた上代文献にはエに2種類あること、そしてキやコ、ヌなど十数個の仮名にもそれぞれ2種類の使い分けがあることを発見した。しかし宣長がその意義を認めなかったこともあり、出版はなされず、長く忘れられていた。大正に入り橋本進吉が「国語仮名遣史上の一発見：石塚龍麿の仮名遣奥山路について」という論文を発表し、龍麿の研究が再評価された。この万葉仮名の使い分けは以後「上代特殊仮名遣」と呼ばれるようになった。なおヌに2種類あったのではなく、その片方はノの一種であってノに2種類あったのだと考えられるようになった。
奥村栄実（てるざね）は『古言衣延弁』（こげんええべん）を著し（1829年序、没後1891年刊）、延喜・天暦（901-957）以前はア行のエとヤ行のエに区別のあったことを示した。そして仮名遣いとしてア行のエを「衣」、ヤ行のエを「江」を元にした仮名を主張した。一方ア行のイとヤ行のイ、ア行のウとワ行のウの区別をする説も当時あったのだが、実際はその区別のないことをも論じた。
栄実の仮名遣いもまた一般に知られなかったが、明治に入って大矢透が栄実の正しいことを論証し（『古言衣延弁証補』1907年、1932年単行本刊）、擬古文を書く際には仮名を区別すべきことを述べた。しかしこれもまた明治期の「歴史的仮名遣い」には影響を与えず、一部の学者の間で知られるに留まった。
契沖仮名遣いが「古代に復する」のであれば、これら十数個の音節を仮名遣いとして区別しなければならないはずとの考えもある。

### 歴史的仮名遣いにおける撥音
字音仮名遣いにおいて契沖は n韻尾を「ン」、m韻尾を「ム」と区別した。しかし本居宣長はこれを区別せず、一律に「ム」とした。これはいろは47文字の中に「ん」がはいっていないためだと考えられる。この点は太田全斎『漢呉音図』（1815序）で訂正された。
しかし n と m の区別は漢字音のみならず、和語の撥音便にも生じることであり、延喜・天暦以前は表記上も区別があった。例えば「ツミテ」からの音便形は「ツムテ」と表記され、「ナリヌ」からの音便形は「ナンヌ」または「ナヌ」と表記された。
歴史的仮名遣いが「古例」に基づくのであれば、これらを書き分けるのが筋であるとの考えがある。しかしこの区別も歴史的仮名遣いには採用されなかった。

### 現代仮名遣いにおける長音
「現代仮名遣い」において、平仮名と片仮名との間に基本的に区別はなく、平行的に扱われている。しかし長音については、平仮名と片仮名とで相違があり、長音符「−」が片仮名において使用されている。片仮名においては「5種類の長音」ではなく「長音という一つの音韻」を認める立場の表記法である。